# Viviane Redingová
Viviane Redingová (* 27. dubna 1951, Esch-sur-Alzette, Lucembursko) je lucemburská a evropská politička.

## Biografie
Vystudovala humanistiku na pařížské Sorboně a poté pracovala pro přední lucemburský deník Luxemburger Wort. V letech 1986 to 1998 byla prezidentkou Lucemburské unie novinářů.
V letech 1999 až 2004 byla členkou Evropské komise v čele s Romanem Prodim zodpovědná za oblast vzdělávání a kultury. Od listopadu 2004 se stala členkou komise v čele s José Barrosem a jejím portfóliem se stala média a informační společnost. V této funkci prosadila výrazné zlevnění mezistátních telefonních hovorů v EU, takzvaný eurotarif. Od února 2010 byla eurokomisařkou v „druhé Barrosově“ komisi zodpovědnou za spravedlnost, základní práva a občanství; zároveň i místopředsedkyní komise.